# آرپینه وارطانیان
آرپینه پطروسی وارطانیان (ارمنی: Արփինե Պետրոսի Վարդանյան؛ زادهٔ ۴ مهٔ ۱۹۹۵) یک  سیاستمدار اهل ارمنستان است که از تاریخ ۲۰۲۱ تا تاریخ ۲۰۲۶ سمت نمایندگی دوره هشتم مجلس ملی جمهوری ارمنستان را برعهده داشت.

## زندگی‌نامه
در ۴ مهٔ ۱۹۹۵ ‏در داوتاشن به دنیا آمد و از دانشگاه دولتی علوم پرورشی خاچاطور آبوویان ارمنستان فارغ‌التحصیل شد. 